# 제3차 조선교육령
제3차 조선교육령(第三次朝鮮敎育令)은 1938년 3월 공포한 일본의 식민지 교육 정책이다.

## 시행
일본의 끝없는 침략야욕은 자승자박이 되어 1930년대부터 군국주의적 경향으로 옮아가게 되었다. 1931년 9월 만주사변을 일으켜, 1932년 초에는 만주에 '만주국'을 세워놓고, 1933년 10월 국제 연맹에서 탈퇴하는 등 일본은 군국주의의 길을 걷게 되었다. 이에 군국주의자들은 한국에 대해서도 교육을 통한 민족말살(民族抹殺)정책을 사용하게 되었다.
1936년 8월 5일 우가키 가즈시게가 물러나고 7대 총독으로 미나미 지로가 취임하였다. 그는 1929-1936년까지 조선군사령관·일본육군대신·관동군사령관을 역임한 자로, 일본 내에서도 전쟁확대론자의 거물이었다. 그는 1938년 3월 칙령 제103호로 제3차 '조선교육령'을 개정·발표하였다.

## 주요내용
1. 교명을 개칭하였다. 종래 보통학교를 심상소학교(尋常小學校), 고등보통학교를 중학교, 여자고등보통학교를 고등여학교라고 하였다.
2. 교육내용으론 일본어·일본사·수신·체육 등의 교과가 강화되었다. 이때부터각급 학교에서는 학칙개정을 하여 교육목적을 "…국민도덕을 함양함으로써 충량유위(忠良有爲)의 황국신민을 양성하는 것을 목적으로 한다"라고 바꾸었다.
3. 각급 학교의 조선어 교과목은 정과(正果)에서 수의과로 떨어졌다. 총독부는 될 수 있는대로 이를 교육과정으로부터 제거하기 위하여, 특히 사립학교에 대하여는 과하지 않도록 하였다.
4. 사립중학교 설립을 불허하였다. 총독부는 제3차 교육령을 통하여 "내선(內鮮)인이 다같이 동일한 법규 밑에서 교육을 받는 길을 연 소이"라고 하면서 1938년부터 1943년에 이르기까지 공립중학교 17교, 공립고등여학교 22교를 신설하면서도 사립중학교 설치는 억제하였다. 예를 들면, 황해도 안악(安岳)에 고등보통학교를 설립하려고 지방 유지 백여 인이 50만원의 기본금을 거둬서 설립인가를 청하였는데, 당국은 "공립으로 하라, 실업학교(實業學校)로 하라"고 거절하였다.
5. 기독교 계통 학교의 성경 과목을 폐지시켰다.
6. 조선어를 선택 과목화하였다.